# Ptolemeusz XIV
Ptolemeusz XIV – gr. basileus Ptolemaios XIV – król Ptolemeusz XIV (ur. 59 p.n.e., zm. 44 p.n.e.) – władca (koregent) Egiptu z dynastii Ptolemeuszów. Panował w latach 47–44 p.n.e. Jego ojcem był Ptolemeusz XII. Matka nieznana.
Był najmłodszym (przyrodnim) bratem i drugim mężem (po Ptolemeuszu XIII) Kleopatry VII; w 47 p.n.e., po zakończeniu wojny aleksandryjskiej, został z woli Cezara ogłoszony współwładcą Egiptu. Władzę sprawował jednak tylko formalnie, w rzeczywistości nie miał wpływu na rządzenie. W 46 p.n.e. towarzyszył Kleopatrze w jej podróży do Rzymu.
Przyczyny jego śmierci są nieznane; według Józefa Flawiusza Kleopatra VII przyczyniła się do jego zgonu, ponieważ młody Ptolemeusz usiłował uniezależnić się. Został pochowany w Aleksandrii. Po jego śmierci koregentem został syn Kleopatry, Cezarion.